# Geir Haarde

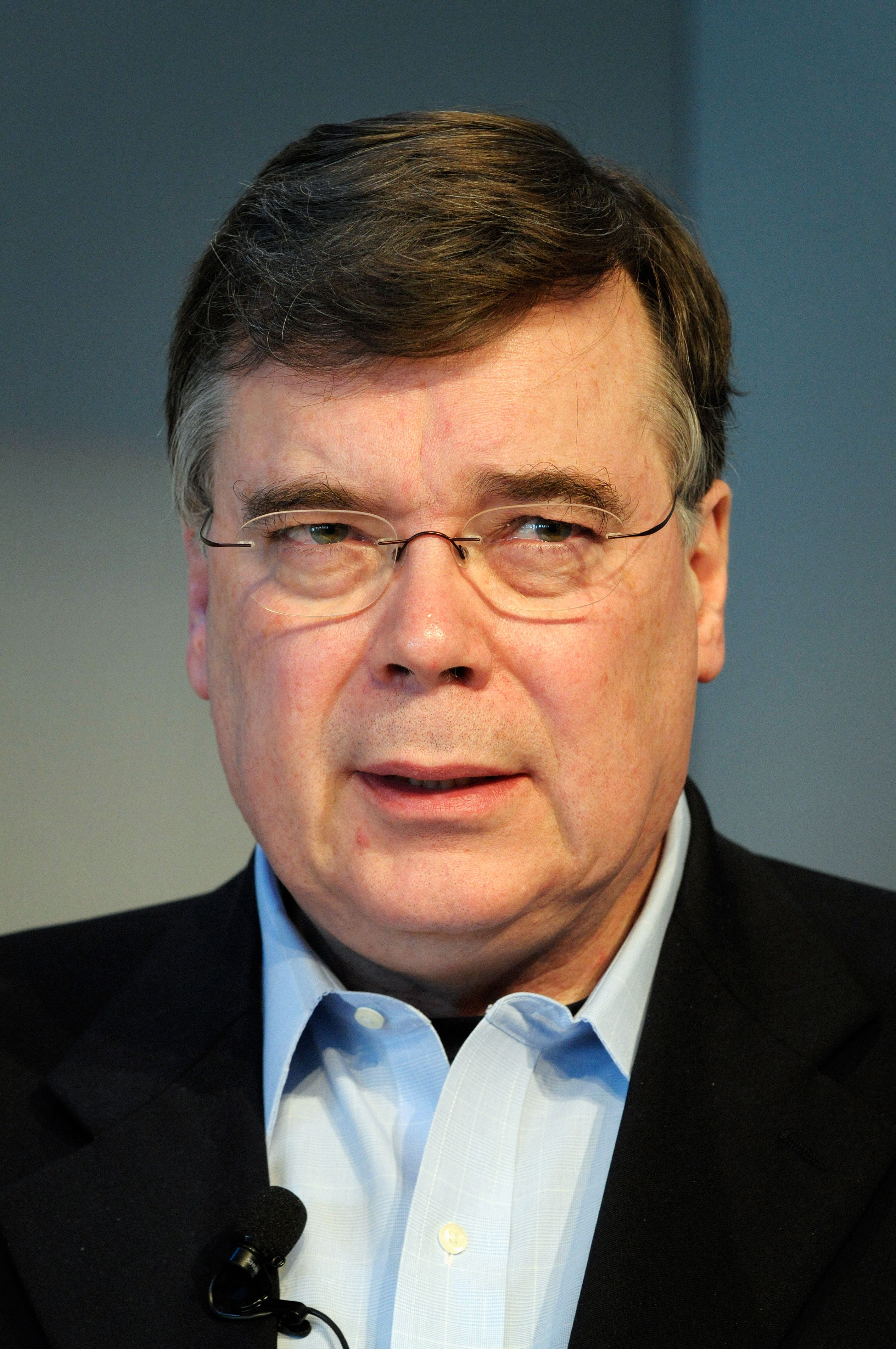
Geir H. Haarde (2008)

Geir Hilmar Haarde [ˈceɪ:r̯ ˈhɪlmar̯ ˈhɔrtɛ] (* 8. April 1951 in Reykjavík) ist ein isländischer Politiker (Unabhängigkeitspartei) und war zwischen 2006 und 2009 isländischer Premierminister. Von 2015 bis 2019 war er isländischer Botschafter in den Vereinigten Staaten und seit dem 1. Juli 2019 ist er Exekutivdirektor bei der Weltbank.

## Leben und politischer Werdegang

### Ausbildung und politischer Einstieg
Geir Hilmar Haarde studierte in den Vereinigten Staaten an der Brandeis University in Waltham (Massachusetts) Wirtschaftswissenschaften. Er arbeitete zunächst als Assistent des Finanzministers und als Manager bei der isländischen Zentralbank.

### Parlamentsmitglied, Minister und Parteivorsitzender
Von 1987 bis 2009 war er Mitglied des isländischen Parlaments Althing. Zwischen April 1998 und September 2005 war er Finanzminister, danach Außenminister. Er wurde im Oktober 2005 als Nachfolger von Davíð Oddsson zum Vorsitzenden der Unabhängigkeitspartei gewählt.

### Premierminister
Am 15. Juni 2006 löste Geir den Politiker Halldór Ásgrímsson im Amt des Premierministers ab.
Bei der isländischen Parlamentswahl im Mai 2007 erzielte er mit der Unabhängigkeitspartei die Mehrheit der Stimmen und bildete gemeinsam mit der Allianz eine neue Regierung.
Im Zuge der Finanzmarktkrise, durch die Island 2008 in massive finanzielle Schwierigkeiten geriet, kam Geir unter innenpolitischen Druck. Demonstranten forderten im Oktober 2008 seinen Rücktritt sowie den des Zentralbankchefs Davíð Oddsson. Zur bislang größten Demonstration kam es am 23. November. Die Proteste nahmen verstärkte Formen an. Der Premier benötigte am 21. Januar 2009 Polizeischutz beim Verlassen des Amtssitzes. Daher kündigte er am 23. Januar 2009 seinen Rücktritt sowie Neuwahlen des Parlaments für den 9. Mai 2009 an.
Am 26. Januar 2009 gab die isländische Regierung nach monatelangen Protesten seitens der Bevölkerung ihren Rücktritt bekannt. Kurz nach Geirs Rücktritt wurde Jóhanna Sigurðardóttir mit der Bildung einer Minderheitsregierung beauftragt.
Auf Grund einer Krebsoperation übergab Geir Ende März den Vorsitz der Unabhängigkeitspartei an Bjarni Benediktsson.

### Verurteilung
Im September 2010 wurde vom isländischen Parlament ein Verfahren gegen Geir vor dem nationalen Sondergerichtshof Landsdómur beschlossen. Dieses begann am 5. März 2012. Am 23. April 2012 befanden die Geschworenen Geir Haarde in einem von mehreren Anklagepunkten für schuldig. Er habe sich im Vorfeld der Finanzkrise nicht ausreichend informiert und keine gesonderte Kabinettssitzung einberufen, als sich die Lage verschärfte. Da es sich um ein Formaldelikt handelt, zog seine Verurteilung keine Strafe nach sich. Gegen Urteile des Landsdómur als Sondergerichtshof ist in Island keine Berufung im Instanzenzug möglich. Geir Haarde rief jedoch in der Folge den Europäischen Gerichtshof für Menschenrechte (EGMR) in Straßburg an. Er brachte vor, im Prozess seien Art. 6. Abs. 1 der Europäischen Menschenrechtskonvention EMRK (Recht auf ein faires Verfahren) sowie Art. 7 (Keine Strafe ohne Gesetz) der EMRK verletzt worden. Der EGMR urteilte 2017 einstimmig, dass es zu keiner Verletzung von Art. 6 EMRK gekommen und mit 6:1 zu Stimmen, dass auch Art. 7 EMRK nicht verletzt worden sei.

### Botschafter in den USA
Seit dem 23. Februar 2015 amtierte Geir Haarde als Botschafter Islands in den Vereinigten Staaten. Sein Vorgänger in diesem Amt war Guðmundur Árni Stefánsson, der den Botschafterposten am 1. Oktober 2011 übernommen hatte. Geir Haarde trat mit Wirkung zum 1. Juli 2019 vom Botschafterposten zurück, um einen Sitz im Vorstand der Weltbank einzunehmen. Seine Nachfolgerin als Botschafterin in den USA ist Bergdís Ellertsdóttir.